# Luigi VII di Francia
Luigi VII, detto il Giovane, in francese Louis le Jeune (1120 – Melun, 18 settembre 1180), fu re di Francia dal 1137 alla sua morte.
Era il figlio maschio secondogenito del re di Francia Luigi VI e Adelaide di Savoia (1092 - 1154). Fu il sesto re di Francia della dinastia capetingia e fu anche l'ultimo re a farsi chiamare re dei Franchi.

## Biografia
Era figlio secondogenito di Luigi VI, ma il fratello maggiore di Luigi, Filippo, morì il 13 ottobre 1131 e il 25 ottobre seguente Luigi il Giovane venne consacrato erede al trono a Reims dal papa Innocenzo II.

### Il matrimonio con Eleonora d'Aquitania
Nel 1137, durante un pellegrinaggio a San Giacomo di Compostela, il duca d'Aquitania, Guglielmo X, morì, sembra il Venerdì santo, e la figlia quindicenne, Eleonora, gli succedette nei titoli di duchessa d'Aquitania e di Guascogna e contessa di Poitiers. Guglielmo, però, prima di morire, per paura che la giovane figlia potesse essere preda di qualche suo vassallo o di qualche altro feudatario, propose al re di Francia Luigi VI di fare sposare i loro due legittimi eredi: Eleonora e il futuro re di Francia Luigi VII. Luigi VI accettò di buon grado il matrimonio, pensando che il regno di Francia dalla Loira si sarebbe esteso sino ai Pirenei e al Mar Mediterraneo, inglobando le seguenti regioni: la Guienna, la Guascogna, il Périgord, l'Angoumois, il Limosino, il Poitou e la Saintonge.
Il matrimonio tra Eleonora e Luigi di Francia fu celebrato, il 25 luglio 1137, a Bordeaux e durante il viaggio verso Parigi, gli sposi furono incoronati duchi d'Aquitania nella cattedrale di Poitiers, ma il ducato non venne riunito alla corona di Francia, Eleonora rimase duchessa e Luigi, duca consorte; fu altresì stabilito che il loro primo figlio sarebbe stato re di Francia e duca d'Aquitania, quindi la fusione dei due domini, sarebbe avvenuta con una generazione di ritardo. Ma mentre Luigi VII, nel suo viaggio per Parigi, prendeva possesso dell'Aquitania, il primo di agosto del 1137, Luigi VI morì, di dissenteria, dovuta all'eccesso di cibo (che già l'aveva portato all'obesità), nel castello di Béthisy-Saint-Pierre, nella foresta di Compiègne, non distante da Senlis, al ritorno da una spedizione punitiva contro il signore di Saint-Brisson-sur-Loire.
Gli succedette il diciassettenne Luigi il Giovane che, originariamente, avrebbe voluto farsi monaco. Luigi VII fu nuovamente incoronato insieme a Eleonora re e regina di Francia, a Bourges, il 25 dicembre di quello stesso anno.

### Primi anni di matrimonio con la duchessa d'Aquitania, Eleonora

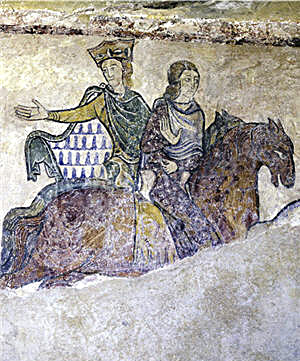
Eleonora d'Aquitania e il figlio Giovanni.

Luigi, sebbene avesse deciso di tenere presso di sé alcuni consiglieri del padre (tra cui fra l'altro Sugerio di Saint-Denis), allontanò la madre dalla corte. Continuò la politica di consolidamento della corona sulla feudalità che aveva seguito il padre. Investì inoltre nella monumentale costruzione dell'abbazia di Saint-Denis. La moglie, Eleonora, oltre che per la sua condotta era soprattutto criticata per l'influenza che esercitava sul re. La giovane coppia (entrambi avevano meno di vent'anni) prendeva decisioni avventate come la spedizione (che si risolse in un insuccesso) contro la contea di Tolosa su cui Eleonora vantava dei diritti, per via della nonna Filippa di Tolosa.
Poi nel 1141 entrarono in conflitto con il papa Innocenzo II, per l'investitura del vescovo di Langres, e poi a causa del nuovo arcivescovo di Bourges, il candidato del papa, (Pietro de La Châtre) a cui il re proibì di entrare in città; inoltre la coppia esercitò pressioni su Rodolfo I di Vermandois (1085 - 1152) affinché ripudiasse la moglie, Eleonora di Blois o di Champagne (mettendosi così in contrasto con il conte di Champagne Tebaldo II di Champagne, fratello della moglie ripudiata, Eleonora), per risposarsi con la giovane Petronilla d'Aquitania (1125-1153, invaghita del maturo Rodolfo), sorella della regina Eleonora; Rodolfo accettò, fu scomunicato dal papa, assieme a Petronilla e, nel 1142, dovette sostenere un conflitto vittorioso contro il conte di Champagne Tebaldo II di Champagne (presso il quale si era rifugiato Pietro della Châtre).
Durante il conflitto in cui il re appoggiò Rodolfo, ci fu la conquista della città di Vitry-en-Perthois; gli abitanti della città, sembra circa 1300, si rifugiarono nella chiesa, a cui fu dato fuoco. Sul regno di Francia e sulla coppia reale, ancora senza figli, cadde l'interdetto della Chiesa.
La moglie di Luigi, Eleonora, si recò da Bernardo di Chiaravalle, il quale consigliò di comporre i conflitti; cosa che avvenne, nell'autunno del 1143. Luigi firmò con Tebaldo II di Champagne il trattato di Vitry, con cui il re accettava l'investitura di Pierre de La Châtre che così otteneva l'arcivescovato di Bourges e la Champagne era restituita a Tebaldo. Inoltre, per riappacificarsi con Roma, Luigi partecipò, il 22 aprile 1144, alla conferenza di Saint-Denis. La scomunica infine fu ritirata e nel 1145 la coppia reale ebbe una figlia, Maria.
Affinché l'Interdetto fosse tolto, e anche per ottenere la nascita del sospirato figlio maschio, Eleonora, influenzata sempre dalle prediche di Bernardo di Chiaravalle, spinse Luigi a partecipare alla seconda crociata; lei lo avrebbe accompagnato in Terra santa come pellegrina.

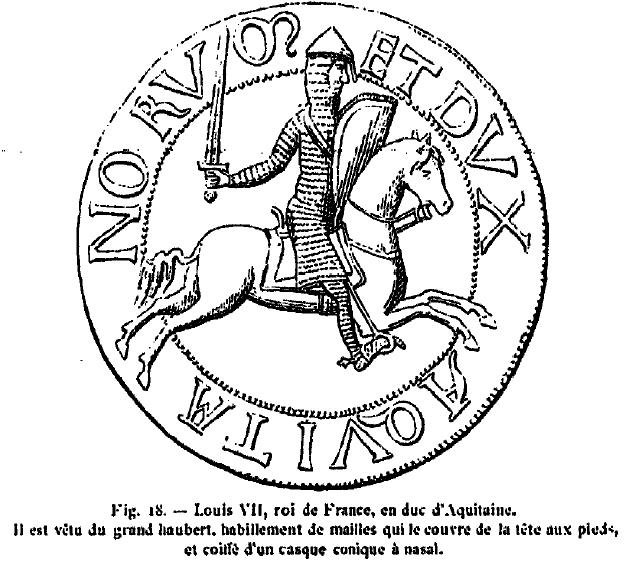
Sigillo di Luigi VII duca d'Aquitania

### Seconda crociata
La crociata francese, essendovi al seguito la regina e parecchie dame dei crociati, cariche di bagagli, si trovò un convoglio sovraccarico che la rallentava. Partì l'11 giugno del 1147, passando per Costantinopoli, dove i sovrani venerarono la Sacra Sindone. La crociata tedesca, partita a maggio, guidata dal re dei Romani, Corrado III, era arrivata per prima in Terra santa.
Con la crociata cominciarono i dissapori tra i coniugi:
- lei si fece accompagnare dal trovatore Jaufré Rudel
- la strage alla battaglia del monte Cadmo, nel 1148, dove l'avanguardia (con la regina), comandata da un vassallo aquitano, Goffredo di Rancon, contravvenendo agli ordini non attese la retroguardia (con il re) e i pellegrini, che subirono un massacro da parte dei selgiuchidi; il re si salvò miracolosamente. La colpa ricadde su Goffredo, ma i dubbi su Eleonora rimasero.
- l'incontro con lo zio Raimondo di Poitiers, che accolse i Crociati in Antiochia, ma non fu ricambiato in alcun modo. Allora circolò la diceria che tra lo zio e la nipote nascesse un incestuoso adulterio, nei mesi che Luigi e i francesi furono a Gerusalemme, mentre la regina e gli aquitani rimanevano in Antiochia.
- anche l'esito negativo della crociata (la mancata conquista di Damasco) e la colossale menzogna dei Bizantini che nascosero ai francesi il disastro a cui erano andati incontro i tedeschi, portò dissapori tra i coniugi.

Nel 1149 Luigi VII e Eleonora ritornarono dalla crociata e arrivarono in Italia, via mare, separatamente. Incontrarono il papa Eugenio III nell'abbazia di Montecassino, che riuscì a farli riconciliare. Rientrarono in Francia e nel 1150, nacque una seconda figlia, Alice. Ma i dissapori continuarono.
L'11 marzo 1152 si riunirono nel sinodo di Beaugency gli arcivescovi di Bordeaux, Rouen, Rheims e il primate di Francia, che il 21 marzo, dinnanzi a Luigi ed Eleonora, sancirono, con la benedizione papale, l'annullamento del matrimonio per consanguineità di quarto grado, ambedue discendevano da Roberto II di Francia (dal primogenito Enrico I di Francia attraverso Filippo I di Francia e Luigi VI di Francia discendeva Luigi; mentre dal secondogenito, duca di Borgogna Roberto di Francia attraverso Anna di Borgogna, Guglielmo VIII di Aquitania, Guglielmo IX d'Aquitania e Guglielmo X di Aquitania discendeva Eleonora). Le due figlie venivano dichiarate legittime e sarebbero rimaste presso la corte francese e tutti i possedimenti di Aquitania e Guascogna venivano restituiti a Eleonora.

### Rapporto con Enrico II
Il conte di Angiò e del Maine Goffredo V, nel 1139, cominciò l'invasione della Normandia e, nell'arco di cinque anni, si impossessò del ducato di Normandia, togliendolo al re d'Inghilterra e duca di Normandia, Stefano di Blois. Il titolo venne quindi riconosciuto a Goffredo dal re di Francia Luigi VII, che in contropartita ottenne da Goffredo il castello di Gisors. Nel 1150, appena il figlio Enrico raggiunse l'età di diciassette anni, Goffredo abdicò dal ducato di Normandia.
Nel 1151, nel mese di giugno, Luigi VII si alleò con il cognato, il figlio di Stefano di Bloios, il conte di Boulogne Eustachio IV, attaccò il Caux (la zona dell'Alta Normandia compresa tra la Senna e il mare), dove riuscirono a sconfiggere il nuovo duca di Normandia Enrico II Plantageneto e proseguendo nella loro azione, in luglio, giunsero a Sées, che fu messa a fuoco.
Nel mese di agosto, mentre si preparavano a rientrare in Normandia con un nuovo e più grande esercito, Luigi VII si ammalò e le operazioni furono sospese. La pace che seguì non portò nulla a Eustachio.
Nel 1152 Eustachio ancora una volta accorse a sostenere il re di Francia, nella sua lotta contro Enrico II Plantageneto, duca di Normandia e conte d'Angiò, ma anche questa volta il re Luigi VII non riuscì a sconfiggere Enrico e in agosto accettò una tregua, che permise a Enrico di portare la guerra in Inghilterra contro il padre di Eustachio, il re Stefano.
Il 18 maggio 1152 Eleonora, la ex moglie di Luigi VII, sposò il duca di Normandia Enrico, di undici anni più giovane, portandogli in dote il ducato d'Aquitania e il ducato di Guascogna, che si andarono ad aggiungere alla Normandia, l'Angiò e il Maine, i territori già controllati da Enrico, anche pretendente al trono d'Inghilterra.
Enrico tornò in Inghilterra pochi mesi dopo il matrimonio, quando Eustachio IV di Boulogne morì all'improvviso, a Bury St Edmunds, ad agosto del 1153. Stefano, che circa un anno prima aveva perso la moglie, la devota Matilde di Boulogne, si sentì vecchio e stanco, senza più voglia di continuare la lotta per conto del secondo figlio, Guglielmo I di Boulogne. Stefano, con il trattato di Wallingford, riconobbe come proprio successore Enrico Plantageneto al posto del figlio Guglielmo. Per la Pasqua del 1154 Enrico rientrò in Normandia e dopo alcuni mesi, come pattuito, alla morte di Stefano (ottobre 1154), Enrico, in dicembre, venne incoronato re d'Inghilterra.
Nel 1159 Enrico invase la contea di Tolosa, per conto di Eleonora che era pretendente alla contea, appellandosi ai diritti ereditari della nonna Filippa di Tolosa e poi del padre, Guglielmo X di Aquitania; Enrico arrivò a Tolosa e la cinse d'assedio quando Luigi VII intervenne, con parte delle sue truppe e si rinchiuse in Tolosa, con il conte, Raimondo V di Tolosa. Enrico non osò continuare l'assedio al suo signore, il re di Francia, e rientrò in Normandia. Fu firmata una tregua e poi la pace (1160).
Enrico II allora fece sposare suo figlio Enrico il Giovane con Margherita, la figlia del re Luigi VII di Francia e della seconda moglie Costanza di Castiglia. Il matrimonio, avvenuto il 2 novembre 1160, quando i bambini avevano rispettivamente cinque e due anni, era stato anticipato da Enrico II, allo scopo di prendere il controllo della dote di Margherita, i castelli strategicamente importanti della regione del Vexin normanno, tra la Normandia e Parigi.
Quando Tommaso Becket, arcivescovo di Canterbury, alla fine del 1164 trovò rifugio in Francia dopo essere fuggito dall'Inghilterra, Enrico II in una lettera di protesta a Luigi VII gli chiese perché dava rifugio all'ex arcivescovo di Canterbury appellandosi a una clausola del trattato del 1162, che impegnava i due sovrani a non accogliere sudditi ribelli all'altro sovrano. Luigi rispose che Tommaso era sempre vescovo di Canterbury e l'avrebbe accolto; il contrasto portò a una guerra che fu solo di frontiera e, con diverse tregue, durò dal 1167 al 1169. Il 16 gennaio 1169 i due sovrani si incontrarono a Montmirail, sul confine del Maine, Enrico si tenne il Vexin di cui si era appropriato, e in cambio i figli, Enrico il Giovane e Riccardo, prestarono omaggio a Luigi rispettivamente per Normandia, Bretagna, Maine e Angiò, il primo e per l'Aquitania il secondo.
Il caso di Tommaso Becket rimase aperto e, nel 1170 l'arcivescovo fu assassinato da alcuni baroni fautori della politica di re Enrico II.
A gennaio del 1169 Enrico II aveva raggiunto un accordo con il re di Francia Luigi VII affinché la figlia di quest'ultimo, Alice (o Adele) fosse promessa sposa a Riccardo; per tale motivo la ragazza fu inviata in Inghilterra, dove Enrico ne divenne tutore e la mantenne nella sua corte per molti anni, ma favorendo commenti maliziosi.
Il figlio di Enrico II associato al trono dal padre, Enrico il Giovane, debole di carattere e mal consigliato, rifiutò di accettare una nuova suddivisione dell'eredità paterna e si recò a Parigi. Da lì su consiglio del re di Francia Luigi VII lanciò accuse e calunnie contro il proprio padre e incitò i fratelli Riccardo e Goffredo che vivevano alla corte di Poitiers, presso la madre Eleonora d'Aquitania, a ribellarsi. Luigi VII appoggiò la ribellione.

### Luigi VII e lo scisma del 1159-1180
Il papa Adriano IV morì improvvisamente il 1º settembre 1159 e il 7 settembre la maggioranza dei cardinali elesse papa Rolando Bandinelli con il nome di Alessandro III, che rappresentava la continuità della politica di Adriano in appoggio ai Comuni, mentre la minoranza votò per il cardinale Ottaviano dei Crescenzi Ottaviani, buon amico dell'imperatore, Federico Barbarossa, con il nome di Vittore IV, che cercava una politica di intesa coll'imperatore.
Barbarossa convocò un concilio a Pavia, a febbraio del 1160, a cui Alessandro rifiutò di comparire e, dato che risposero solo i vescovi tedeschi e del nord Italia, il sinodo riconobbe papa Vittore IV, che scomunicò Alessandro III che a sua volta scomunicò sia Vittore IV sia l'imperatore. Luigi VII, così come il suo avversario, il re d'Inghilterra, Enrico II rimasero indecisi, perché non volevano riconoscere un papa eletto dall'imperatore, ma, nello stesso tempo, non desideravano che il rivale potesse trarre beneficio da un'alleanza con Barbarossa.
Alessandro III, ritirato nella campagna romana, sentiva però che la simpatia per lui era in crescita ovunque (anche presso l'impero d'Oriente), eccetto che in Germania. Data la scarsità di mezzi di cui disponeva decise di rifugiarsi in Francia, che ormai lo appoggiava apertamente, e, nel corso del 1162, fu preso un accordo affinché il re di Francia Luigi VII e l'imperatore Federico Barbarossa, accompagnati dai rispettivi papi, si incontrassero a Saint-Jean-de-Losne su un ponte del fiume Saona, al confine tra Francia e Borgogna, dove avrebbero nominato una commissione che avrebbe dovuto fare chiarezza sulla validità della nomina; ma Alessandro III rifiutò di partecipare e l'intervento del re d'Inghilterra Enrico II a favore di Alessandro risolse la situazione. Dopo il mancato incontro con l'imperatore sia Luigi VII sia Enrico II, a Coucy-sur-Loire, tributarono ad Alessandro III il loro rispetto e lo dichiararono -unico papa vero e legittimo-.

### Ultimi anni di regno e morte
Nel 1177 Luigi VII e Enrico II si incontrarono a Graçay-en-Berry, dove oltre che discutere delle loro controversie sul Vexin, il Berry e l'Alvernia, Enrico propose al re di Francia di partire assieme per la Terra santa, per portare aiuto al regno di Gerusalemme che si trovava in difficoltà, ma, anche per questioni anagrafiche, non se ne fece nulla.
Il primo novembre 1179 Luigi VII associò alla corona il figlio, il quattordicenne Filippo. Per controbattere la famiglia della moglie, Adèle di Champagne, che, alla sua morte, avrebbe potuto mettere sotto controllo l'erede al trono, combinò il matrimonio tra quest'ultimo e Isabella di Hainaut, figlia di Baldovino V di Hainaut, erede e alleato del conte delle Fiandre, Filippo d'Alsazia.
Luigi VII morì, il 18 settembre 1180, a Melun e fu inumato il giorno dopo nell'abbazia reale di Saint-Port de Barbeau di Fontaine-le-Port, sulla Senna, tra Melun e Fontainebleau. Gli succedette il figlio Filippo II Augusto che, in effetti, esercitava già il potere dal 28 giugno di quell'anno.

## Discendenza
Luigi si sposò tre volte.
Da Eleonora d'Aquitania ebbe:
- Maria, che sposò Enrico il Liberale, conte di Champagne;
- Alice, che sposò il conte di Blois Tebaldo V.

Luigi, dopo la separazione da Eleonora avvenuta nel 1152, sposò Costanza di Castiglia (1141 - 1160), figlia del re di Castiglia e León Alfonso VII, detto l'imperatore, e di Berengaria di Barcellona (1108 – 1149), e da lei ebbe due figlie:
- Margherita (1158-1197), che in prime nozze sposò l'erede al trono d'Inghilterra Enrico il Giovane e in seconde nozze il re d'Ungheria Béla III;
- Alice (o Adele) (1160-1221), per molti anni fidanzata dell'erede al trono inglese Riccardo Cuor di Leone, poi sposò, nel 1195, il conte Guglielmo II di Ponthieu.

Luigi, rimasto vedovo di Costanza, nello stesso anno (1160) sposò Adèle di Champagne, figlia del conte di Champagne Tebaldo II di Champagne e di Matilde di Carinzia, figlia del duca di Carinzia Enghelberto, e da lei ebbe due figli:
- Filippo, futuro re di Francia con il nome di Filippo II;
- Agnese (1171-1240), nel 1180, che fu la moglie dell'imperatore di Bisanzio Alessio II Comneno e poi, nel 1183, di un altro imperatore, Andronico I Comneno e, successivamente, dopo il 1193, di Teodoro Brana, signore di Adrianopoli.

## Ascendenze
|                      |                     |                         | Genitori                |  |  | Nonni |  |  | Bisnonni            |  |  | Trisnonni             |  |
|                      |                     |                         |                         |  |  |       |  |  | Enrico I di Francia |  |  | Roberto II di Francia |  |
|                      |                     |                         |                         |  |  |       |  |  | Enrico I di Francia |  |  | Roberto II di Francia |  |
|                      |                     | Costanza d'Arles        |                         |  |  |       |  |  | Enrico I di Francia |  |  |                       |  |
| Filippo I di Francia |                     |                         |                         |  |  |       |  |  | Enrico I di Francia |  |  |                       |  |
|                      |                     | Anna di Kiev            | Jaroslav I di Kiev      |  |  |       |  |  |                     |  |  |                       |  |
|                      |                     | Anna di Kiev            | Jaroslav I di Kiev      |  |  |       |  |  |                     |  |  |                       |  |
|                      |                     | Anna di Kiev            | Ingegerd Olofsdotter    |  |  |       |  |  |                     |  |  |                       |  |
| Luigi VI di Francia  |                     | Anna di Kiev            |                         |  |  |       |  |  |                     |  |  |                       |  |
|                      |                     | Fiorenzo I d'Olanda     | Teodorico III d'Olanda  |  |  |       |  |  |                     |  |  |                       |  |
|                      |                     | Fiorenzo I d'Olanda     | Teodorico III d'Olanda  |  |  |       |  |  |                     |  |  |                       |  |
|                      |                     | Fiorenzo I d'Olanda     | Otelinda di Sassonia    |  |  |       |  |  |                     |  |  |                       |  |
| Berta d'Olanda       |                     | Fiorenzo I d'Olanda     |                         |  |  |       |  |  |                     |  |  |                       |  |
|                      |                     | Gertrude di Sassonia    | Bernardo II di Sassonia |  |  |       |  |  |                     |  |  |                       |  |
|                      |                     | Gertrude di Sassonia    | Bernardo II di Sassonia |  |  |       |  |  |                     |  |  |                       |  |
|                      |                     | Gertrude di Sassonia    | Elika di Schweinfult    |  |  |       |  |  |                     |  |  |                       |  |
| Luigi VII di Francia |                     | Gertrude di Sassonia    |                         |  |  |       |  |  |                     |  |  |                       |  |
|                      | Amedeo II di Savoia | Oddone di Savoia        |                         |  |  |       |  |  |                     |  |  |                       |  |
|                      | Amedeo II di Savoia | Oddone di Savoia        |                         |  |  |       |  |  |                     |  |  |                       |  |
|                      | Amedeo II di Savoia | Adelaide di Susa        |                         |  |  |       |  |  |                     |  |  |                       |  |
| Umberto II di Savoia | Amedeo II di Savoia |                         |                         |  |  |       |  |  |                     |  |  |                       |  |
|                      |                     | Giovanna di Ginevra     | Giroldo di Ginevra      |  |  |       |  |  |                     |  |  |                       |  |
|                      |                     | Giovanna di Ginevra     | Giroldo di Ginevra      |  |  |       |  |  |                     |  |  |                       |  |
|                      |                     | Giovanna di Ginevra     | Gisella di Borgogna     |  |  |       |  |  |                     |  |  |                       |  |
| Adelaide di Savoia   |                     | Giovanna di Ginevra     |                         |  |  |       |  |  |                     |  |  |                       |  |
|                      |                     | Guglielmo I di Borgogna | Rinaldo I di Borgogna   |  |  |       |  |  |                     |  |  |                       |  |
|                      |                     | Guglielmo I di Borgogna | Rinaldo I di Borgogna   |  |  |       |  |  |                     |  |  |                       |  |
|                      |                     | Guglielmo I di Borgogna | Alice di Normandia      |  |  |       |  |  |                     |  |  |                       |  |
| Giselda di Borgogna  |                     | Guglielmo I di Borgogna |                         |  |  |       |  |  |                     |  |  |                       |  |
|                      |                     | Stefania di Borgogna    | ?                       |  |  |       |  |  |                     |  |  |                       |  |
|                      |                     | Stefania di Borgogna    | ?                       |  |  |       |  |  |                     |  |  |                       |  |
|                      |                     | Stefania di Borgogna    | ?                       |  |  |       |  |  |                     |  |  |                       |  |
|                      |                     | Stefania di Borgogna    |                         |  |  |       |  |  |                     |  |  |                       |  |